# اوئوسو بنسون
اوئوسو بنسون (انگلیسی: Owusu Benson؛ زادهٔ ۲۲ مارس ۱۹۷۷) بازیکن سابق فوتبال اهل غنا است.
از باشگاه‌هایی که در آن بازی کرده‌است می‌توان به باشگاه فوتبال جف یونایتد ایچیهارا چیبا و باشگاه فوتبال سیون اشاره کرد.